# Miradois
Miradois è il nome di un rilievo nel Rione Miracoli di Napoli, nel quartiere di San Carlo all'Arena. Si tratta dell'erta su cui sorge l'Osservatorio astronomico di Capodimonte.

## Storia
Il rilievo fu nel secolo XVI chiamata "di Miradois" (nome che sussiste nella salita Miradois, che dai Miracoli si inerpica sulla collina di Capodimonte, parallela alla salita del Moiariello, che arriva all'osservatorio). Così era chiamata  da una corruzione di voci spagnole Mira todos, perché da quel sito si ha il meraviglioso aspetto della città sottoposta de suoi colli a ponente e tutto il mare di fronte.
Su questa collina, nell'entrata del detto secolo, il marchese Miradois reggente della gran Corte della Vicaria fece edificare un nobile palazzo ornato di statue nella corte e nei giardini; più tardi fu venduto a Capecelatro quindi alla famiglia d'Onofrio e da ultimo all'osservatorio astronomico.